# 約翰·喬伊斯
约翰·帕特里克·乔伊斯（1957年2月8日—）是一位來自美國賓夕法尼亞州醫生和政治人物，自2019年起代表宾夕法尼亚州第13国会选区聯邦眾議員，共和黨籍。

## 外部連結
- Congressman John Joyce （页面存档备份，存于） official U.S. House website
- John Joyce for Congress （页面存档备份，存于）

- 美國國會國家人物傳記大辭典中的傳記
- 由華盛頓郵報維護的投票記錄
- 智慧投票计划中的傳記、投票紀錄及利益集團評級
- 聯邦選舉委員會中的競選財務報告和數據
- C-SPAN內的頁面（英文）